# كيندر سبرايز
كيندر سبرايز هي شوكولاتة انتجتها الشركة الإيطالية فيريرو . ولها شكل بيضة الشوكولاتة تحتوي على لعبة صغيرة بداخلها، وغالبا ما تتطلب التجميع. صنعت خصيصا للأطفال، ولكن لها شعبية بين الكبار الذين يجمعونها.

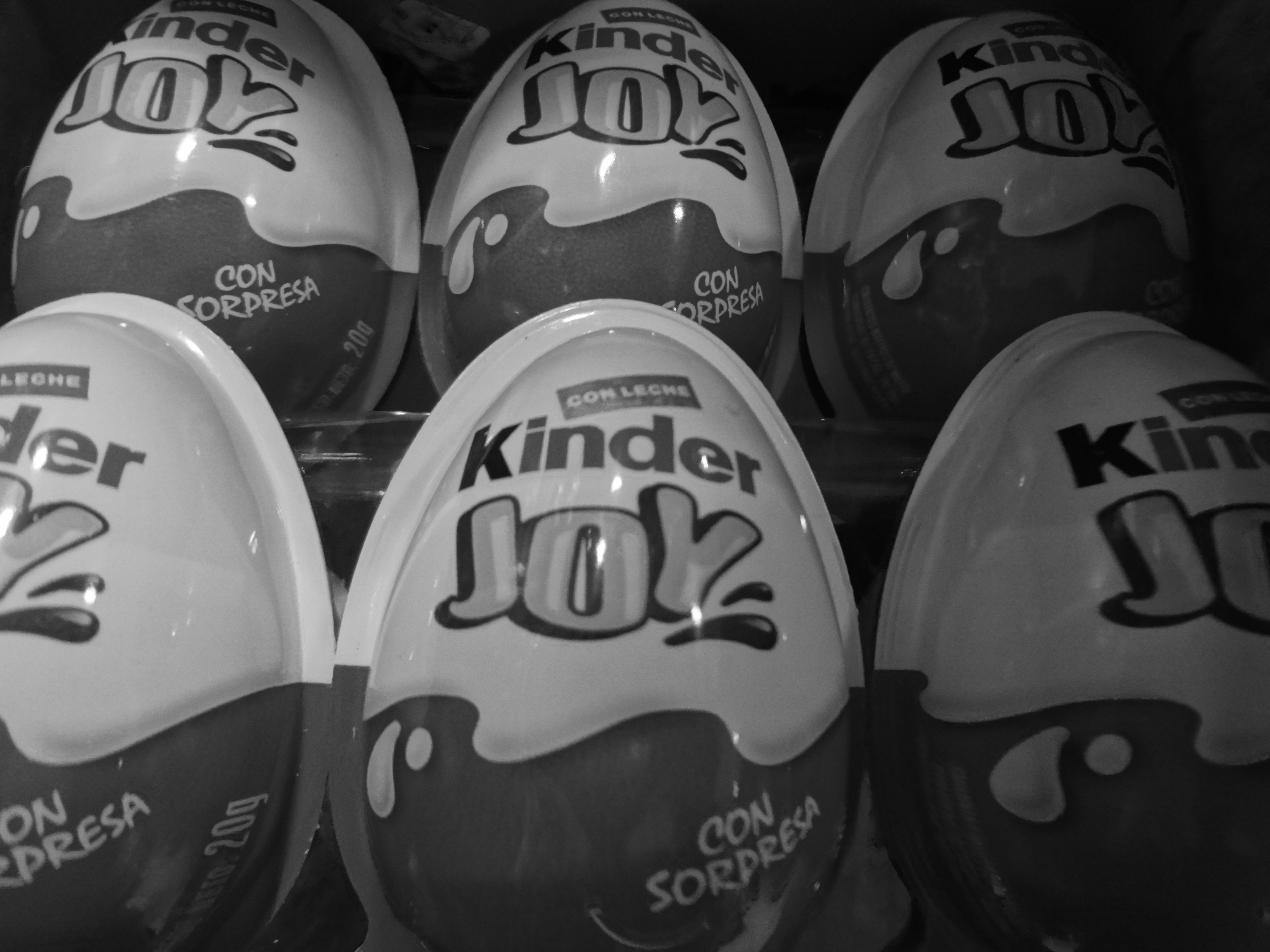

## روابط خارجية
- الموقع الرسمي لكيندر